# Famille von Bonsdorff
Cette page explique l’histoire ou répertorie les différents membres de la famille von Bonsdorff.
La famille von Bonsdorff  est une famille de la noblesse de Finlande.

## Filiation
- Gabriel von Bonsdorff (1762-1831), Archiâtre[2]
  - Pehr Adolf von Bonsdorff (1791–1839), professeur de chimie[3],[4],[5]
  - Karl Gustaf von Bonsdorff (1798–1877), Huissier[6]
    - Karl Edvard von Bonsdorff (1829–1894), chirurgien[7],[8]
      - Carl Gabriel von Bonsdorff (1862–1951), professeur[9]
        - Bertel von Bonsdorff (1904–2004), professeur[10],[11]
          - Magnus von Bonsdorff (s. 1934), directeur[12]

      - Axel Robert von Bonsdorff (1869–1945), médecin[13]
      - Artur Edvard von Bonsdorff (1872–1959), médecin[13]
        - Göran von Bonsdorff (1918–2009), chercheur[14],[11]

      - Per Adolf von Bonsdorff  (1885–1965), professeur

    - Victor Emil von Bonsdorff[11]
      - Hjalmar von Bonsdorff (1869–1945), militaire[11],[13]
      - Max von Bonsdorff (1882–1967), prêtre[3],[15],[11]
        - Johan von Bonsdorff (1940–2002), journaliste[16],
- Pauline von Bonsdorff, professeur
- Edith von Bonsdorff (1890–1968), danseur

### Barons
- Johan Gabriel von Bonsdorff (1795–1873), Conseiller[17],[3],[18]
- Hjalmar Erik Gabriel von Bonsdorff (-1905)[17],[19]
- Hjalmar Gabriel von Bonsdorff (1858–1932), professeur[3],[13],[20]
- Gabriel von Bonsdorff (1893–1972), militaire[11]
- Carl-Henrik von Bonsdorff (s. 1937), professeur[11]
- Per-Gabriel von Bonsdorff (s. 1928), marin[11]
- Per Adolf von Bonsdorff (1896–1946), militaire[11]
- Adolf von Bonsdorff (1862–1928)[3],[21]